# Lycium chinense
Espèce
Classification APG III (2009)
Lycium chinense, le lyciet de Chine, est un arbuste de la famille des Solanacées (comme la tomate), répandu du pourtour de la Méditerranée à l'Asie orientale. Il est parfois appelé, à des fins de promotion commerciale, Lycium tibeticum, bien que ce terme ne soit pas attesté dans la nomenclature scientifique internationale. 
Le lyciet de Chine est une des trois espèces de lyciet qui poussent naturellement en France, avec le lyciet commun et le lyciet d'Europe. C'est une espèce introduite.
En Chine, il est cultivé pour son fruit réputé capable « de revigorer le qi ». Il est exporté sous le nom commercial de baie de goji, expression qui peut recouvrir aussi les fruits du Lycium barbarum.
L'espèce Lycium chinense a été décrite la première fois et nommée par le botaniste d'origine écossaise Philip Miller (1691-1771), dans l'édition de 1768 de son Dictionary of Gardening.

## Variétés
- L. chinense var chinense
- L. chinense var potaninii (Pojarkova) A.M. Lu

## Description
Le lyciet de Chine  est un arbrisseau de 1 à 2 mètres de haut, touffu, à rameaux flexibles, tombants, légèrement anguleux et peu épineux (avec des épines de 0,5 à 2 cm).
Les feuilles d'un vert pâle, un peu glauque en dessous sont ovales-elliptiques ou lancéolées. Elles sont en général solitaires ou parfois regroupées par 2-4.
Les fleurs violettes comportent un calice campanulé de 3-4 mm, non bilabié, à 3-5 lobes subégaux, densément ciliés. La corolle est formée d'un tube presque aussi long que le limbe dont les lobes sont étalés et à la fin réfléchis. Les étamines comportent un anneau villeux à la base.
Le fruit est une baie rouge, ovoïde, de 7-15 × 5-8 mm (de 22 × 10 mm en culture), comportant de nombreuses graines.

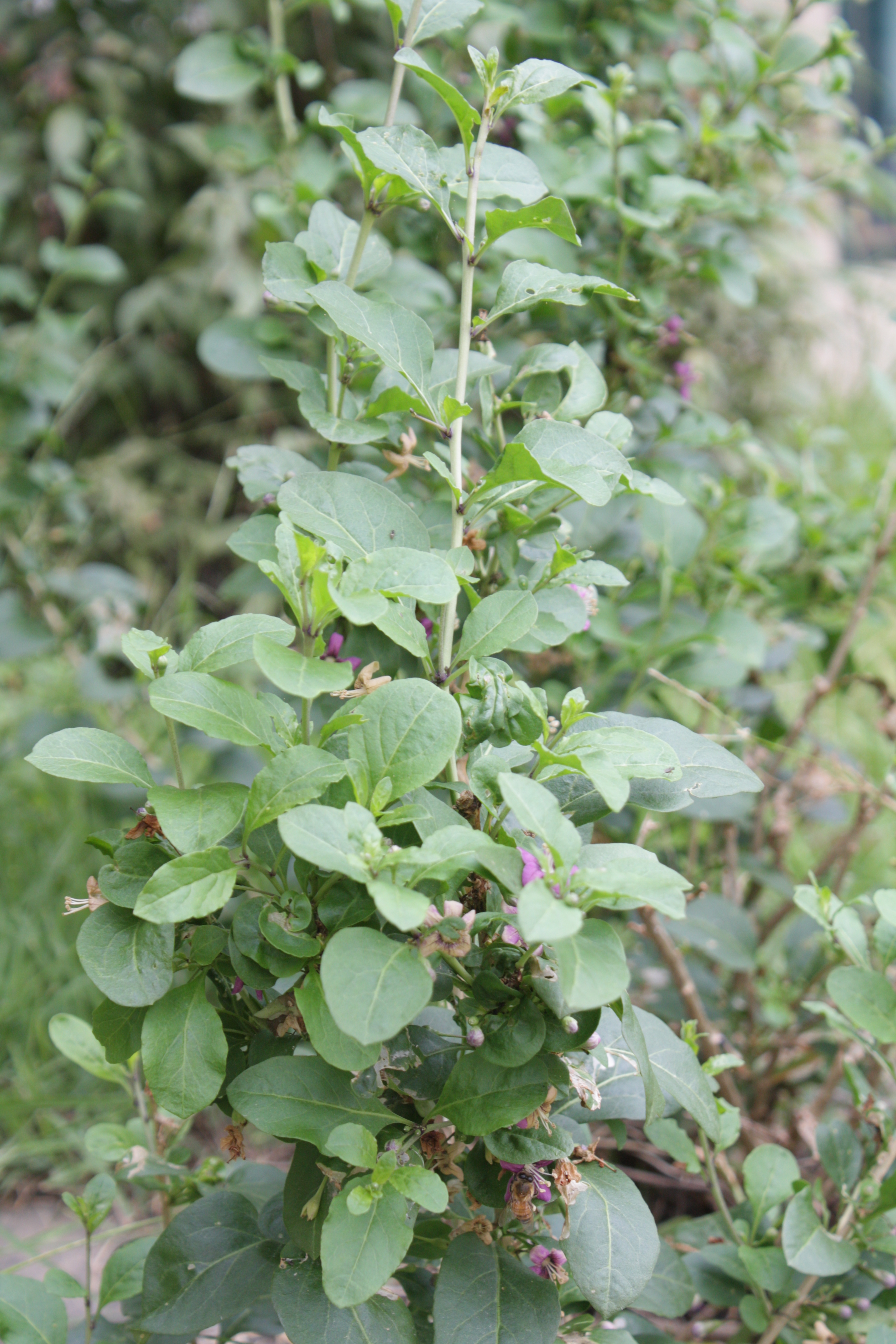
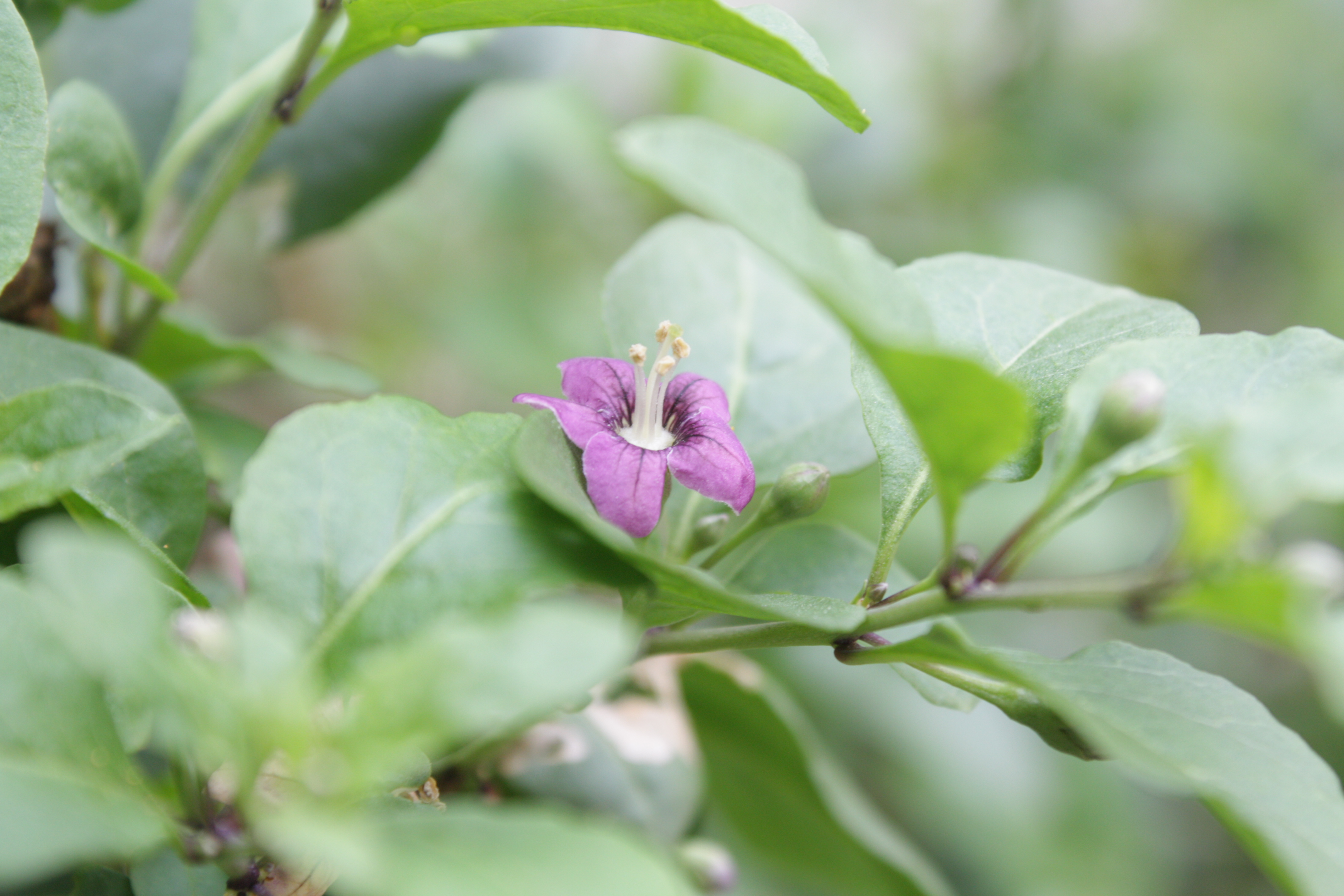
Fleur
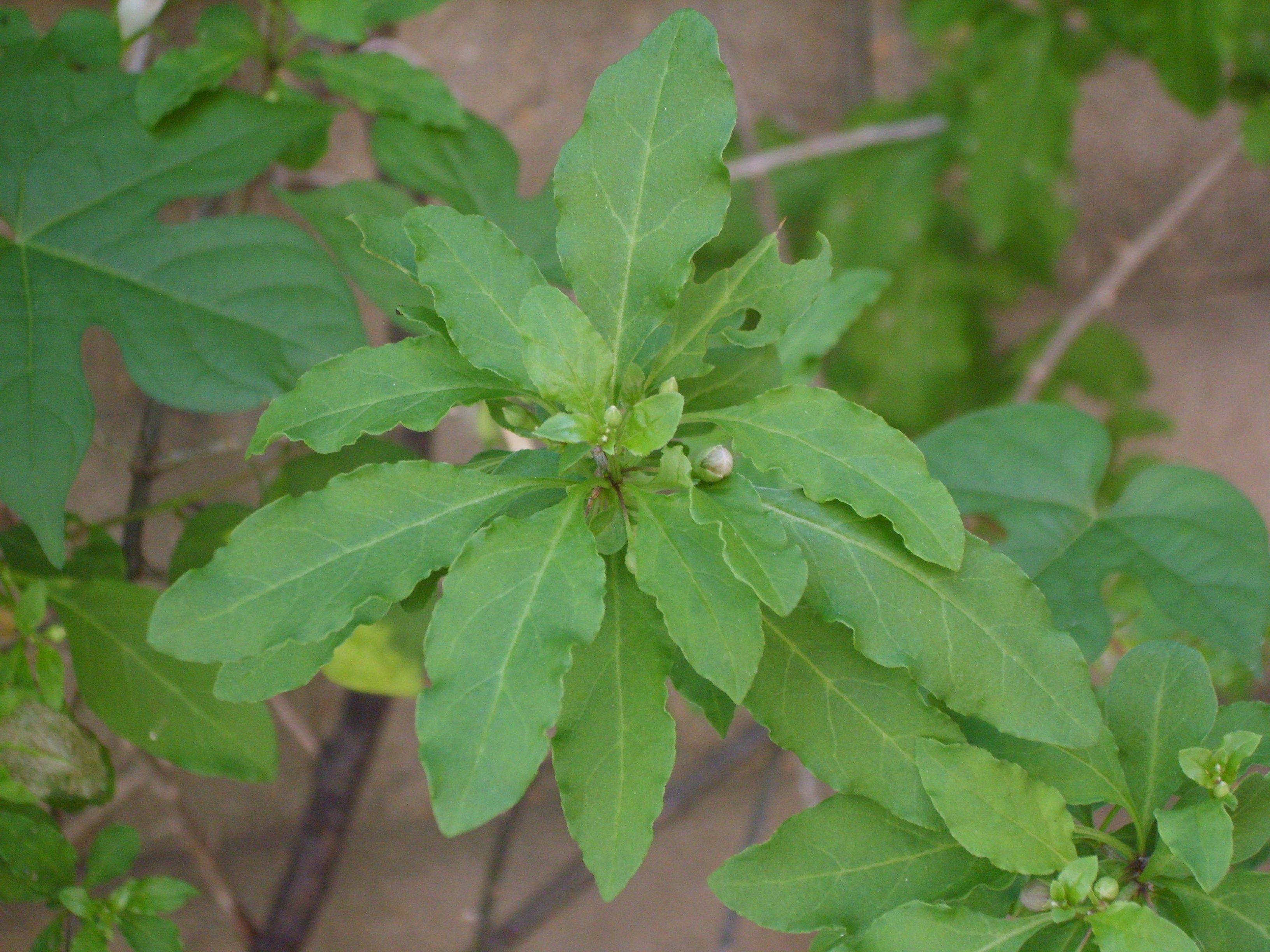
Feuilles et boutons
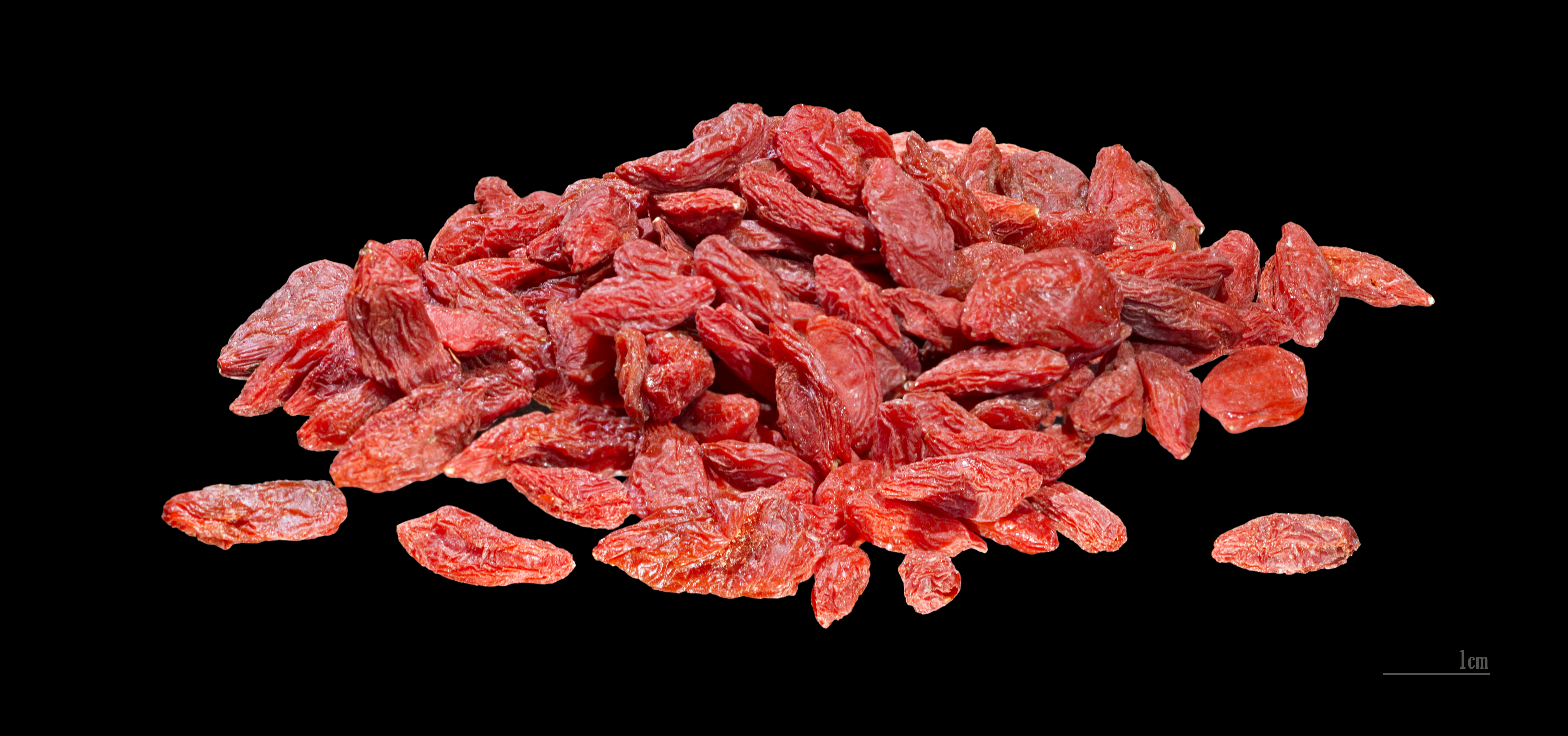
Lyciet de Chine, fruits séchés - MHNT

## Écologie
Le lyciet de Chine a une large répartition dans l'Eurasie : Japon, Corée, Chine, Mongolie, Népal, Pakistan, Asie du sud ouest, Europe méridionale. On le rencontre sur tout le territoire chinois, exception faite du Tibet (xizang zizhi qu) où pousse seulement le Lycium ruthenicum.
En France, on le trouve dans le Midi, l'Ouest et le Centre.
Il croît dans les haies et sur les bords de chemins.
La variété L. chinense var chinense est largement cultivée en Chine comme plante médicinale ou comme alicament.

## Histoire
Les lyciets sont mentionnés dans les grandes pharmacopées de l'Antiquité européenne et chinoise. À cette époque, la terminologie était encore très peu précise et désignait sous un même terme des espèces différentes. De plus, on ne connait pas la répartition des lyciets à cette époque.

### Antiquité européenne
Au IVe siècle avant notre ère, le botaniste grec Théophraste, puis au Ier siècle Dioscoride et Pline l'Ancien, ont décrit des arbustes épineux que l'on pense être des Lycium.  
En 1813, Lamarck signale que Lycium chinense et L. barbarum sont cultivés dans les jardins (Encyclopédie méthodique : Botanique, vol. 3, p. 427).

### Chine, de l'antiquité à l'époque actuelle
Le classique de la matière médicale, le Shennong bencao jing, compilé au début de notre ère indique dans une courte notice que le gouqi 枸杞 est "Amer, froid... fortifie les tendons et les os et freine le vieillissement". En chinois, gouqi, désigne d'une manière indistincte les Lycium dont le plus courant est le Lycium chinense Miller et le plus utilisé dans la pharmacopée le Ningxia gouqi, le Lycium barbarum L.
À l'époque, les lyciets faisait partie des nombreuses drogues préconisées par les médecins taoïstes pour atteindre l'immortalité (terrestre). On rapporte qu'aux cours des siècles, de nombreux taoïstes, médecins et poètes célèbres ont pris des décoctions de lyciet dans l'espoir de prolonger leur vie. Parmi les plus connus, on cite les médecins de la dynastie Jin, Ge Hong et Tao Hongjing, et le médecin des Tang, Sun Simiao. 
Dans son compendium de matières médicales Bencao gangmu, l'herboriste et médecin Li Shizhen, reprend seize siècles après les premiers traités, cette idée taoïste que le lyciet permettrait d'accroître la longévité. Il « tonifie les reins, humidifie les poumons, stimule le jing 精 et revigore le qi 气 ».  Il préconise de ramasser les pousses au printemps, les fleurs en été, les fruits à l'automne et les racines en hiver. L'écorce des racines (digupi 地骨皮) était réputée bonne contre les excès de chaleur dans les poumons et la fièvre due à une déficience en yin.
L'adhésion à ces croyances anciennes est toujours très forte en Chine puisqu'elle stimule aussi bien la médecine populaire qu'une médecine savante financée par l'état.

## Composition
Le Lycium chinense est une espèce assez proche du Lycium barbarum mais bien moins étudiée. La composition de ces deux lyciets étant proche, pour plus de détails nous renvoyons à ce dernier et ne donnons ici que quelques études spécifiques.
- Feuilles

Les  feuilles sont riches en vitamines antioxydantes comme les vitamines C et E. Elles comportent aussi du fructose (0,58-1,54 %), du glucose (0,33-1,33 %), du saccharose (0,23-0,68 %), et du maltose (0,60-0,98 %). Des acides organiques non volatils ont été détectés : acide citrique, oxalique, malonique, malique, succinique, fumarique et lactique. 
Dix huit acides aminés différents ont été décelés (proline, histidine, alanine, leucine etc.) à des taux variables suivant la saison. 
La bétaïne, un alcaloïde, se trouve en abondance, au taux de 1,50 % dans les feuilles séchées. 
Parmi les flavonoïdesa été isolé la rutine au taux de 1,1 - 2,7 % du poids sec des feuilles. 
Le contenu total en tanin s'élève à 0,90-2,10 %, avec le taux le plus élevé en octobre.
Enfin, 55 composants volatils, contribuant à l'arôme, ont été identifiés : 4 acides, 15 alcools, 7 aldéhydes, 2 esters, 3 furanes, 9 hydrocarbures, 2 ionones. 
- Fruits

La bétaïne, un alcaloïde, se trouve dans le fruit séché au taux de 0,15 - 0,21 %.
Comme composant volatil, on trouve un sesquiterpène, le (-)-1,2-dehydro-alpha-cyperone et solavetivone (Sannai 1982).
On peut extraire à l'eau froide trois fractions principales (Cp-1, -2 et -3) contenant des protéines à arabinogactanes (AGP). Dans le premier, on trouve un arabinoxylane (Cp-1-A), un arabinane (Cp-1-B), et les arabinogalactanes Cp-1-C et -D. Dans le second, l'arabinogalactane Cp-2-B. Dans un extrait à l'eau chaude, l'arabinogalactane Hp-2-C a été identifié. Ces polysaccharides de type arabinogalactanes sont très largement distribuées dans le règne végétal. On en trouve aussi dans le raisin, le vin, le colza, le café et l'asperge etc.
Le fruit contient aussi des dérivés pyrroliques aux propriétés hépatoprotectrices.
- Racine

La kukoamine A et B, des alcaloïdes dérivés de la spermine ont été isolés de l'écorce de la racine.
On trouve aussi les alcaloïdes, suivants : les calystégines A3, A5, A6, A7 B2, B3, B4, B5 C1, C2 N1

## Utilisations

### Culinaire
Son fruit est connu sous le nom commercial de baie de goji, et en chinois de gouqizi 枸杞子,  tout comme celui de Lycium barbarum. 
Les feuilles fraiches sont consommées comme légumes. A la Réunion, Lycium barbarum est désigné sous le terme de brède kaoki.

### Médicinale
En Chine, seul le Lycium barbarum est inscrit à la Pharmacopée de la République Populaire de Chine, mais il arrive que le Lycium chinense var potaninii soit vendu comme matière médicale à sa place. Le L. chinense est aussi couramment disponible sur les marchés de Corée, du Japon et de Taïwan. 
Les feuilles fraiches de Lycium chinense auraient une excellente activité de chélation des ions cupriques mais une activité antioxydante en équivalent Trolox (TEAC) moins bonne. Pour la chélation, le lyciet de Chine se trouverait en 4e position derrière la coriandre (Coriandrum sativum) et l’amarante rouge (Amaranthus gangeticus) et devant la menthe des champs (Mentha arvensis) mais, pour le piégeage des radicaux libres, le lyciet se retrouve en 20e position (sur 25) avec la coriandre. 
L'écorce de racine séchée de Lycium chinense et L. barbarum est une matière médicale de la médecine chinoise traditionnelle, connue sous le nom chinois de digupi 地骨皮. Ses indications traditionnelles sont l'asthme, la toux, la fièvre due à une déficience du yin.